# Roswadiw
Roswadiw (ukrainisch Розвадів; russisch Розвадов Roswadow, polnisch Rozwadów) ist ein Dorf in der ukrainischen Oblast Lwiw mit etwa 3100 Einwohnern.

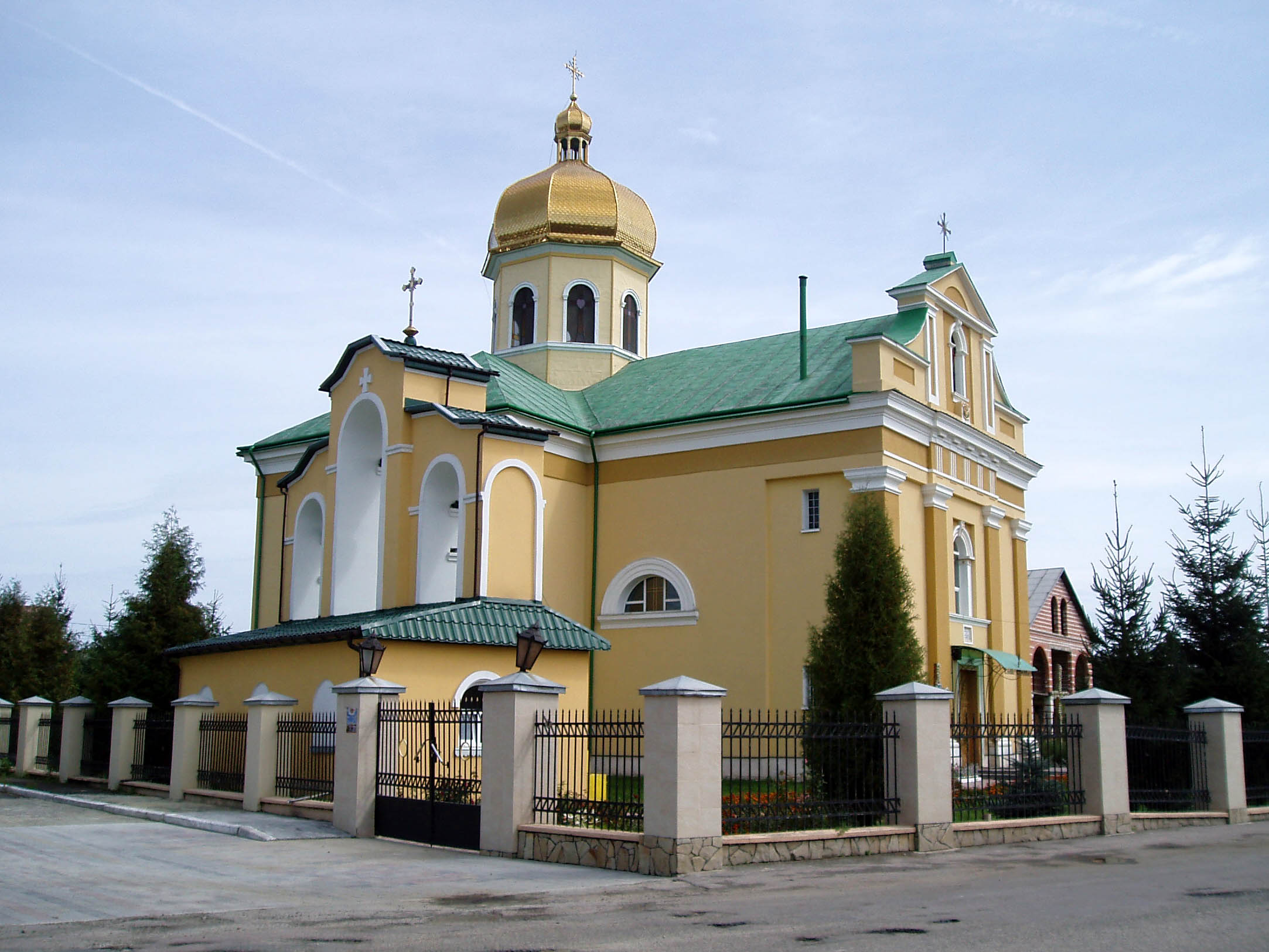
Kirche im Ort

Das erstmals 1467 schriftlich erwähnte Dorf liegt im Zentrum des ehemaligen Rajon Mykolajiw im Norden des Rajons Stryj.
Die Ortschaft liegt in der historischen Landschaft Galizien am Ufer des Dnister, 5 km südlich vom ehemaligen Rajonzentrum Mykolajiw und 42 km südlich vom Oblastzentrum Lwiw.
Durch das Dorf verläuft die Fernstraße M 06 und die Bahnstrecke Lwiw–Stryj–Tschop.
Am 30. April 2017 wurde das Dorf zum Zentrum der neugegründeten Landgemeinde Roswadiw (Розвадівська сільська громада Roswadiwska silska hromada). Zu dieser zählen auch noch die 5 Dörfer Krupske, Naditytschi, Pissotschna, Tschernyzja und Weryn, bis dahin bildete es die gleichnamige Landratsgemeinde (Розвадівська сільська рада/Roswadiwska silska rada).
Am 12. Juni 2020 kamen noch die 3 Dörfer Derschiw, Kyjiwez und Ostriw hinzu, die bis dahin bestehende Zugehörigkeit zum Rajon Mykolajiw wurde aufgelöst und die Landgemeinde wurde ein Teil des Rajons Stryj.
Folgende Orte sind neben dem Hauptort Roswadiw Teil der Gemeinde:
| Name                     | Name       | Name                     | Name       |
| ukrainisch transkribiert | ukrainisch | russisch                 | polnisch   |
| ------------------------ | ---------- | ------------------------ | ---------- |
| Derschiw                 | Держів     | Держев (Derschew)        | Derżów     |
| Krupske                  | Крупське   | Крупское (Krupskoje)     | Krupsko    |
| Kyjiwez                  | Київець    | Киевец (Kijewez)         | Kijowiec   |
| Naditytschi              | Надітичі   | Надетычи (Nadetytschi)   | Nadiatycze |
| Ostriw                   | Острів     | Остров (Ostrow)          | Ostrów     |
| Pissotschna              | Пісочна    | Песочная (Pessotschnaja) | Piaseczna  |
| Tschernyzja              | Черниця    | Черница (Tscherniza)     | Czernica   |
| Weryn                    | Верин      | Верин (Werin)            | Weryń      |